# アリオ鳳
- セブン&アイ・ホールディングス
  - イトーヨーカ堂 > アリオ > アリオ鳳
  - セブン&アイ・クリエイトリンク > アリオ > アリオ鳳

アリオ鳳（アリオおおとり）は、大阪府堺市西区に立地するセブン&アイ・ホールディングス傘下のセブン&アイ・クリエイトリンクが運営する大型ショッピングセンターである。

## 概要
都市再生特別措置法に基づく都市再生緊急整備地域に指定された「堺鳳駅南地域」におけるまちづくり政策の一環として、東急車輛製造大阪製作所跡地の再開発事業により、2008年（平成20年）3月26日にプレオープンし、同月31日にグランドオープンした。アリオとしては全国で7店舗目 （関西ではアリオ八尾に次ぐ2店目）、イトーヨーカドーとして全国で180店舗目（大阪府下では5店舗目）の店舗。店舗開発には他の「アリオ」同様にイトーヨーカ堂と三井物産の合弁会社であったモール・エスシー開発（現 セブン&アイ・クリエイトリンク）が携わっているが、開業後に施設の不動産信託受益権を日本リテールファンド投資法人が取得している。イトーヨーカ堂が日本リテールファンド投資法人とマスターリース契約を結ぶことで、運営管理は引き続きモール・エスシー開発が受託している。
地上5階・地下1階の店舗にはイトーヨーカドーを核店舗に、TOHOシネマズ鳳を始めとする160の専門店（開店当初は151店舗）が出店する。店舗面積40,000m²、駐車場収容台数2,500台は、いずれも堺市内ではイオンモール堺北花田やイオンモール堺鉄砲町に次ぐ規模となる。LED照明の一部採用やヒートポンプ式エアコンの導入など環境負荷の低減に配慮した建物となっている。
周辺では再開発事業の一環としてマンション、公園、道路などの整備も進められている。

## 主要テナント
- イトーヨーカドー
- TOHOシネマズ
- ロフト
- 無印良品
- ケーズデンキ
- 紀伊國屋書店
- ナムコランド
- GU
- ライトオン
- WEGO
- mont-bell
- ABC-MARTメガステージ
- ダイソー
- どんぐり共和国
- ハローズガーデン
- ニトリデコホーム

### 過去に出店していた店舗
- 福家書店
- HMV
- MIYAKO
- ヴィレッジヴァンガード
- ママイクコメゾン